# Jos Roseboom
Jos Roseboom (Bennekom, 27 januari 1983) is een voormalig Nederlands korfballer. Hij is meervoudig topscoorder van de Korfbal League geworden en was speler van het Nederlands korfbalteam.

## Korfbal carrière

### Begin en Amsterdam en Driebergen
Roseboom is opgegroeid in Bennekom en heeft daar tot zijn 22e bij DVO gespeeld.
In 2005 maakte hij de overstap naar de Amsterdamse korfbalclub AKC Blauw-Wit, om op het hoogste niveau in de Korfbal League te gaan spelen. Na één seizoen maakte hij wederom een overstap, ditmaal naar Dalto uit Driebergen. Bij Dalto wist Roseboom drie opeenvolgende seizoenen (07/08, 08/09 en 09/10) topscorer van de Korfbal League te worden.
In seizoen 2007-2008 wist Roseboom met Dalto in de veldfinale te komen. In de finale werd tegenstander PKC verslagen met 23-18.
Met Dalto stond Roseboom ook 1 maal in de zaalfinale, te weten in seizoen 2009-2010. Echter verloor Dalto deze finale, waardoor een zaaltitel ontbreekt op het palmares van Roseboom.

### Terugkeer naar DVO
Toen DVO in 2010 promoveerde naar de Korfbal League, ging Roseboom terug naar zijn oude club. Op 15 december 2012 scoorde Roseboom voor DVO in de wedstrijd tegen KZ zijn duizendste doelpunt in de Korfbal League. Hij is lange tijd topscorer aller tijden geweest. In de seizoenen 12/13 en 13/14 werd Roseboom wederom topscoorder van de Korfbal League.

## Erelijst
- Nederlands kampioen veldkorfbal, 1x (2008)

## Nederlands team
In 2006 werd Roseboom voor het eerst geselecteerd voor het Nederlands team. Sindsdien is hij drie keer Europees Kampioen geworden, twee keer Wereldkampioen en heeft hij twee keer de World Games gewonnen. Roseboom speelde in november 2014 zijn laatste officiële interland in de met 32-20 tegen België gewonnen finale tijdens het Europees Kampioenschap in Maia (Portugal). Roseboom speelde in zijn carrière meer dan 50 interlands.